# Nyctopais
Nyctopais is een kevergeslacht uit de familie van de boktorren (Cerambycidae). De wetenschappelijke naam van het geslacht werd voor het eerst geldig gepubliceerd in 1858 door Thomson.

## Soorten
Nyctopais omvat de volgende soorten:
- Nyctopais burgeoni Breuning, 1934
- Nyctopais jordani Aurivillius, 1913
- Nyctopais mysteriosus Thomson, 1858
- Nyctopais mysticus Jordan, 1894